# Seixo do Côa
Seixo do Côa ist ein Ort und eine ehemalige Gemeinde (Freguesia) im portugiesischen Kreis Sabugal. Die Gemeinde hatte 175 Einwohner (Stand 30. Juni 2011).
Am 29. September 2013 wurden die Gemeinden Seixo do Côa und Vale Longo zur neuen Gemeinde União das Freguesias de Seixo do Côa e Vale Longo zusammengeschlossen. Seixo do Côa ist Sitz dieser neu gebildeten Gemeinde.